# حکایت دختران قوچان
حکایت دختران قوچان (انگلیسی: The Story of the Daughters of Quchan) کتابی در تاریخ سیاسی منتشرشده در سال ۱۹۹۸ است که توسط افسانه نجم‌آبادی نوشته شده‌است. قاچاق انسان در ایران در سال ۱۹۰۵ مورد بررسی قرار می‌گیرد. «ماجرای دختران قوچان» به ماجرای فروش دخترانی از منطقه قوچان اشاره دارد که توسط دولت محلی قاجار به جای مالیات ربوده و فروخته شدند.